# 青山和希
青山 和希（あおやま かずき、1974年10月1日 - ）は、日本の元ストリッパー・元AV女優。
愛知県出身。新宿TSミュージック所属。身長157cm・スリーサイズはB80・W57・H85、血液型はB型。

## ストリッパーとしての活動
1996年5月21日に新宿TSミュージックにてデビュー。
2006年12月1日、自身のホームページ（後述）で同年12月23日付での引退を公言。

## AV女優としての活動
1995年から1997年頃までAV女優として複数の作品に出演。
1998年以降は作品を出していない。
2008年6月、XCITYの懐かしAV女優紹介企画、シャイニングメモリーズで取り上げられた。

## 出演作品

### アダルトビデオ
- 未熟なトコほど攻められたい（1995年3月15日、メビウス）
- ザ・クレイジーラブ とまらない欲望（1995年4月25日、シャイ企画）
- 愛欲の虜 アソコのうずきが止まらない!（1995年5月15日、エイトマン）
- 新同級生2 （1995年6月19日、シャイ企画）
- エロゲバ レイプ教室（女教師編）（1995年7月9日、ミス・クリスティーヌ）
- 獣のように6（1995年7月28日、シャイ企画）
- 監禁ランジェリークィーン10（1995年8月19日、シャイ企画）
- エロ退治お嬢様 悩殺!仕置き人（1995年8月30日、エイトマン）
- 女医と白衣とレイプと監禁（1995年9月10日、ミス・クリスティーヌ）
- シークレットナイト（1995年9月29日、シャイ企画）
- 超・ワイセツデラックス 極エロ・ドバドバ（1995年10月16日、エイトマン）
- Fetish Virgin[性技の見方]（1995年11月2日、マックス・エー）
- AVアイドル着せ替え生連発!!（1995年12月10日、ミス・クリスティーヌ）
- めちゃエロ・ナース大集合（1996年8月15日、ミス・クリスティーヌ）
- THE女教師コレクション6（1997年6月24日、トライハートコーポレーション）
- スケベすぎる女ども（1997年6月30日、マルクス兄弟）
- 美幸愛・青山和希・吉野美穂：ズリネタ・シスターズ（1997年8月）

鮎川はるな名義
- 恥めまして!!（1996年7月30日、九鬼）
- 性欲魔（1996年8月24日、九鬼）
- 快楽マシーン（1996年9月21日、九鬼）
- ムーンライトレズビアン（1996年11月26日、九鬼）
- スーパーレッグパラノイア4（シャトルジャパン）

### Vシネマ
- OLの性5 男をナメた女猫たち（1997年）鮎川はるな名義

### 写真集
- 幻想（ヘアヌード）（1995年8月、明文社）
- W LOVERS（1997年7月、海王社）舞島美織とのレズビアン作品
- 野川イサム写真集 超実物大（1998年1月、ビッグマン社）オムニバス